# Federico Díaz Palafox

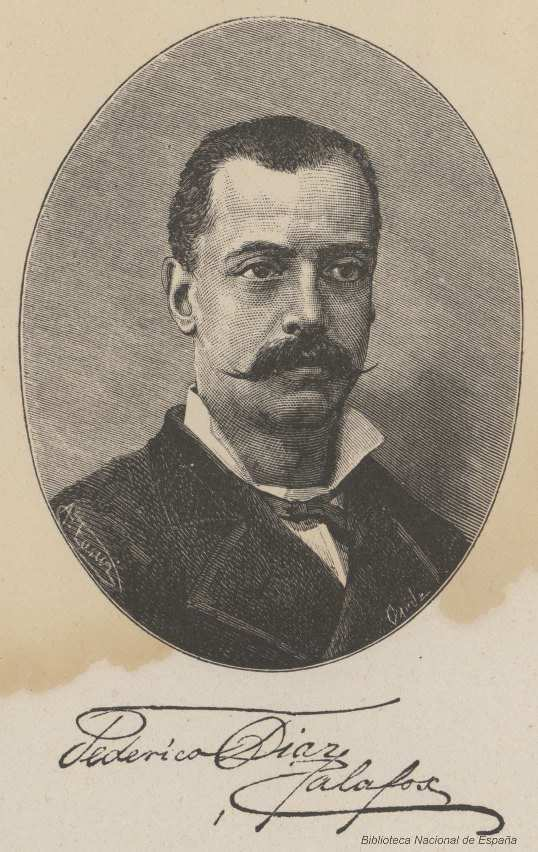
Retrato de Federico Díaz Palafox por Tomás Carlos Capuz. Ilustración de Manual completo para el profesorado de instrucción primaria, Madrid, 1879.

Federico Díaz Palafox, fallecido en Ferrol en abril de 1911, fue un veterinario y político español adscrito al sector radical del republicanismo federal y adherido a título individual a la Internacional.
En Ferrol, y de forma paralela a la creación de la Asociación de Trabajadores que impulsaban el partido republicano federal local y el alcalde de la ciudad, Francisco Suárez García, para dar solución al problema creado con el despido de los ochocientos doce trabajadores de la maestranza que se habían negado a jurar fidelidad a la Constitución de 1869, trató de crear una «Sección de oficios varios» afiliada a la Federación Regional Española de la AIT, que no pasó de embrionaria.
Con Francisco Suárez García, presidente del Partido Republicano Democrático Federal de Ferrol, como cabezas de la dirección política, y el coronel de artillería retirado Bartolomé Pozas Soler, antiguo carlista y reciente republicano federal, el teniente coronel de caballería Miguel Vega, y Braulio Montojo, capitán de fragata retirado, encargados de la dirección militar, participó en la organización de una de las varias insurrecciones armadas de los republicanos intransigentes contra el gobierno de Manuel Ruiz Zorrilla, último del reinado de Amadeo de Saboya, y en la ocupación del arsenal de Ferrol del 11 al 17 de octubre de 1872, donde proclamaron la república federal con la esperanza de verse secundados en otras plazas. Aunque los insurrectos lograron hacerse con algunos de los buques de guerra fondeados en el arsenal, la sublevación, que no se había coordinado con otras guarniciones militares, fue rápidamente abortada por el Gobierno. Fracasado el golpe de Estado se exilió en Oporto, donde continuó en contacto epistolar con Francisco Tomás Oliver, miembro del comité federal de la AIT, para quien lo del Ferrol, no obstante, protagonizado por los republicanos federales, «al fin, burgueses como los demás», no habría sido más que una aventura burguesa.
En 1879 dirigía en Madrid la revista La Ciencia. Publicó en la Imprenta de El Eco Ferrolano en 1871 unos Elementos de prosodia escritos para los alumnos del colegio de enseñanza elemental, superior, superior ampliada, de adorno y popular, colegio privado del que era director, y tradujo varias novelas de Paul de Kock, entre ellas Le petit Isidore con el título Isidoro el expósito (Madrid, Urbano Manini, c. 1880), Una mujer de tres caras, La sociedad de la trufa, La sonámbula (las tres en Madrid, A. de San Martín, 1889), La señora de Cucurucho, novela festiva y París por dentro o la gran ciudad hace veinticuatro años (Cuadro cómico, crítico y filosófico) (Madrid, A. de San Martín, 1890).
En diciembre de 1896 se licenció en veterinaria, profesión que también había ejercido su padre, Jorge Díaz Galán, y en enero del año siguiente obtuvo la plaza de veterinario municipal de Ferrol, plaza en la que fue suspendido de empleo y sueldo en noviembre de 1907. Fue también autor de un proyecto de creación de un matadero municipal para ganado porcino y accionista de la Sociedad de Automóviles de Ferrol, integrante de la comisión encargada de su liquidación en mayo de 1903.